# Aar-Gothard
Pour les articles homonymes, voir Aar.
 (mars 2012).
Si vous disposez d'ouvrages ou d'articles de référence ou si vous connaissez des sites web de qualité traitant du thème abordé ici, merci de compléter l'article en donnant les références utiles à sa vérifiabilité et en les liant à la section « Notes et références ».
L'Aar-Gothard est un massif des Alpes suisses constituant l'extrémité orientale des Alpes bernoises (Finsteraarhorn, 4 274 m ; Jungfrau, 4 158 m ; Eiger, 3 967 m). Il se prolonge à l'est de la vallée de l'Aar, par le massif du Saint-Gothard, dans les Alpes uranaises.
Le massif de l'Aar, avec la partie centrale des Alpes bernoises entre la vallée de Gastern et le col du Susten, est formé de roches cristallines autochtones, des granites, des amphibolites, du gneiss et des ardoises. C'est là qu'on trouve les sommets les plus élevés dépassant les 4 000 mètres : Schreckhorn, Finsteraarhorn, Aletschhorn, etc. Le nord du massif de l'Aar est constitué de roches cristallines formant les sommets du Mönch, de la Jungfrau, du Grosshorn, du Lauterbrunnen Breithorn et du Tschingelhorn.